# The Voice Chile
The Voice Chile es un talent show chileno, emitido por Canal 13 en su primera etapa (2015-2016) y por Chilevisión en la segunda (2022-2023). The Voice Chile es la adaptación chilena del exitoso formato holandés The Voice, popularizado en el mundo a raíz de la adaptación estadounidense The Voice que emite la cadena NBC desde abril de 2011; el formato consiste en elegir entre un grupo de concursantes a aquellos que destaquen por sus cualidades vocales sin que su imagen influya en la decisión del jurado, integrado por conocidos artistas del rubro. El programa se estrenó el domingo 31 de mayo de 2015.

## Formato
El programa de telerrealidad consta de 5 fases: las audiciones a ciegas, la fase de batalla, la de Knock Outs, la de Play Offs y finalmente las audiciones en vivo. Cuatro entrenadores, quienes son destacados músicos y cantantes, forman equipos de concursantes eligiéndolos a través de un proceso de audición a ciegas, donde solo pueden oír la voz de quien audiciona, mas no verlo. Cada entrenador tiene la duración de la actuación de los postulantes para decidir si quiere a ese cantante en su equipo; si dos o más jueces quieren al mismo cantante (como sucede con frecuencia), el cantante tendrá la elección final sobre que entrenador se quedará con el postulante. Desde la tercera temporada, si ningún entrenador logra convencer, existe el quinto entrenador que da el veredicto final a los artistas por el último intento por entrar al programa. A diferencia del programa original que se emite por televisión, existe un programa espejo llamado "The Voice: El Regreso", que se emite vía web a través de Pluto TV, cuyo jurado es el quinto entrenador. Además, en la cuarta temporada, los entrenadores también pueden bloquear a sus contrincantes. Los entrenadores marcados en blanco pueden ser elegidos por el cantante (los marcados en rojo y los etiquetados «Bloqueo» no).
Cada equipo de cantantes trabajan y son asesorados por su respectivo entrenador. En la segunda etapa, llamada fase de batalla, los entrenadores hacen que dos de los miembros de su equipo peleen entre sí cantando juntos la misma canción, y el entrenador elige qué miembro del equipo avanzará de cada una de las "batallas" individuales a la primera ronda en vivo. Hay una tercera fase, llamada Knock Outs, en donde, a diferencia de la fase de batallas, cada artista elige su canción. Desde la tercera temporada, hay "batallas" internas para decidir quién es el ganador del quinto entrenador, y decidirá con quién de los 4 se quedará antes de las rondas en vivo. A diferencia de las otras versiones de The Voice, en esta versión no se admite el rescate durante la fase de Knock Outs.
En la cuarta fase, llamada Play Offs, los cuatro concursantes que quedan por cada equipo (y el ganador del quinto entrenador desde la tercera temporada) nuevamente compiten cara a cara, con votos por parte del púbico que determinarán a uno de los dos postulantes por equipo que avanzarán a ser los ocho finalistas, mientras que el entrenador elige cuál de los otros tres postulantes restantes acompañará al otro jugador que queda en su equipo.
En la fase final, también llamada la fase de audiciones en vivo, los concursantes restantes compiten entre sí en transmisiones en vivo. El público de televisión y los entrenadores tienen el mismo poder de decisión 50/50 para elegir quién pasa a la fase final de 4. Con un miembro del equipo restante para cada entrenador, los últimos 4 concursantes compiten entre sí en la final y el resultado se decide únicamente por votación pública. El ganador recibe un contrato discográfico con Universal Music.

## Historia

### Primera temporada: 2015
La primera temporada se estrenó en 31 de mayo de 2015 por Canal 13. Contó con la participación de Luis Fonsi, Nicole, Franco Simone y Álvaro López como coaches; y Noel Schajris, Álex Anwandter, Michele Cortese y Javiera Parra como asesores, respectivamente.
El ganador de esta temporada fue Luis Pedraza, del equipo Nicole.

### Segunda temporada: 2016
El 23 de noviembre de 2015, Canal 13 anunció a través de su canal en YouTube que pronto se realizaría el casting para formar parte de la segunda edición local del certamen. El 28 de marzo de 2016, se anunció a través del mismo medio que la cantante española Ana Torroja, exlíder de la agrupación hispana Mecano, se incorporaría como jurado, reemplazando a Franco Simone. 
El programa fue estrenado el domingo 19 de junio de 2016 y finalizó el 7 de septiembre del mismo año coronándose como ganadora Javiera Flores, del equipo Ana.

### Tercera temporada: 2022
En noviembre de 2021, Chilevisión anunció que había adquirido el formato, junto con el lanzamiento de un casting de audiciones. La tercera temporada se estrenó el 24 de abril de 2022 en Chilevisión, siendo en esta ocasión presentada por Julián Elfenbein, el cambio de cadena y presentador supuso, también el cambio de plato, por uno más grande y novedades en la mecánica del programa, en cuanto a los coaches se incorporaron Gente de Zona, Yuri, Cami y Beto Cuevas. Esta temporada es la primera en tener un programa espejo que se emitió vía web. La temporada terminó el 3 de agosto de 2022, coronándose como ganador Pablo Rojas, del equipo Gente de Zona.

### Cuarta temporada: 2023
Chilevisión hizo algunos cambios al formato: Además de Beto, se suma al programa como jurado a Francisca Valenzuela, El «Puma», y Prince Royce. También los entrenadores pueden bloquear a sus contrincantes en la fase de audiciones a ciegas, manteniéndose a los entrenadores bloqueados marcados en rojo sin poder girar la silla (los otros formatos giran).
El programa empezó el 19 de marzo de 2023, debutando a Diana Bolocco como coanimadora del programa.

## Resumen
| Temporada | Inicio              | Final                   | Ganador         | Segundo Lugar   | Tercer Lugar      | Cuarto Lugar    | Entrenador Ganador | Presentador                      | Coaches (Orden de las Sillas) | Coaches (Orden de las Sillas) | Coaches (Orden de las Sillas) | Coaches (Orden de las Sillas) | Coaches (Orden de las Sillas) | Cadena   |
| Temporada | Inicio              | Final                   | Ganador         | Segundo Lugar   | Tercer Lugar      | Cuarto Lugar    | Entrenador Ganador | Presentador                      | 1                             | 2                             | 3                             | 4                             | El Regreso                    | Cadena   |
| --------- | ------------------- | ----------------------- | --------------- | --------------- | ----------------- | --------------- | ------------------ | -------------------------------- | ----------------------------- | ----------------------------- | ----------------------------- | ----------------------------- | ----------------------------- | -------- |
| 1         | 31 de mayo de 2015  | 13 de agosto de 2015    | Luis Pedraza    | Camila Gallardo | Charlie Benavente | Trygve Nystoyl  | Nicole             | Sergio Lagos                     | Fonsi                         | Nicole                        | Franco                        | Álvaro                        | N/A                           | Canal 13 |
| 2         | 19 de junio de 2016 | 8 de septiembre de 2016 | Javiera Flores  | Héctor Palma    | Lucas Piraino     | Gonzalo Sorich  | Ana Torroja        | Sergio Lagos                     | Fonsi                         | Nicole                        | Ana                           | Álvaro                        | N/A                           | Canal 13 |
| 3         | 24 de abril de 2022 | 3 de agosto de 2022     | Pablo Rojas     | Jordan Matamala | Roberto Lobos     | Isaias Morales  | GDZ                | Julián Elfenbein                 | Beto                          | Yuri                          | GDZ                           | Cami                          | Gepe                          |          |
| 4         | 19 de marzo de 2023 | 15 de junio de 2023     | Hadonais Nieves | Marcelo Durán   | Alexis Vásquez    | Catalina Campos | Puma               | Julián Elfenbein & Diana Bolocco | Puma                          | Beto                          | Fran                          | Royce                         | Daniela Castillo              |          |

## Entrenadores
| Nombre               | Edad         | Estilo musical                           | Temporadas       |
| -------------------- | ------------ | ---------------------------------------- | ---------------- |
| Luis Fonsi           | 37 años      | Pop latino y Balada romántica            | 1 - 2            |
| Nicole               | 38 años      | Pop y Pop-rock                           | 1 - 2            |
| Franco Simone        | 66 años      | Pop y Balada romántica                   | 1                |
| Álvaro López         | 36 años      | Rock alternativo                         | 1 - 2            |
| Ana Torroja          | 57 años      | Rock alternativo, Pop                    | 2                |
| Beto Cuevas          | 55 años      | Pop rock                                 | 3 - 4            |
| Yuri                 | 58 años      | Pop latino                               | 3                |
| Gente de Zona        | 52 y 39 años | Cubatón, reguetón y salsa                | 3                |
| Cami                 | 25 años      | Folk, soul, pop y blues                  | 3                |
| El «Puma» Rodríguez  | 80 años      | Balada, bolero y pop latino              | 4                |
| Francisca Valenzuela | 36 años      | Pop rock, jazz y rock alternativo        | 4                |
| Prince Royce         | 33 años      | Balada, reguetón, pop y rhythm and blues | 4                |
| Gepe                 | 40 años      | Pop, indie pop e indie folk              | 3 ("El regreso") |
| Daniela Castillo     | 38 años      | Pop rock                                 | 4 ("El regreso") |

## Resumen por temporadas
– Entrenador Ganador/Concursante. El ganador está en negrita.
     – Entrenador en segundo lugar/Concursante. Finalista aparece primero en la lista.
     – Entrenador en tercer lugar/Concursante. Finalista aparece primero en la lista.
     – Entrenador en cuarto lugar. Finalista aparece primero en la lista.
| Temporada | Luis Fonsi                                                                                | Nicole                                                                | Franco Simone                                                         | Álvaro López                                                                                  |
| --------- | ----------------------------------------------------------------------------------------- | --------------------------------------------------------------------- | --------------------------------------------------------------------- | --------------------------------------------------------------------------------------------- |
| 1         | Camila Gallardo Josefa Serrano Alejandro Zapata                                           | Luis Pedraza Martina Petric Sebastián Zerené                          | Charly Benavente Karin Cáceres Luis Layseca                           | Trygve Nystoyl Astrid Veas Consuelo Cifre                                                     |
| 2         | Luis Fonsi                                                                                | Nicole                                                                | Ana Torroja                                                           | Álvaro López                                                                                  |
| 2         | Lucas Piraino Nicole Davidovich María Jesús Parra Luis Zapata                             | Héctor Palma Caroline Toledo Esteban Ásspe Nicolás Vergara            | Javiera Flores Gloria López Anselmo Sandoval Sergio Lagos             | Gonzalo Sorich Claribel Henríquez Manuela Paz Covián María Elena Carvallo                     |
| 3         | Beto Cuevas                                                                               | Yuri                                                                  | Gente de Zona                                                         | Cami                                                                                          |
| 3         | Jordan Matamala Florencia Santibañez Belén Robert Jorge Imhoff Óscar Obando               | Isaias Morales Ignacio Araneda Carla Pérez Elizabeth Moya             | Pablo Rojas Thayz Torres Paulo Zieballe Christian Aranda              | Roberto Lobos Enzo Ferrada Valeria Fernández Óscar Rosas                                      |
| 4         | José Luis Rodríguez                                                                       | Beto Cuevas                                                           | Francisca Valenzuela                                                  | Prince Royce                                                                                  |
| 4         | Hadonais Nieves William Camus y Roberto Díaz Dany Álvarez Stanley Weissohn Alexis Salinas | Marcelo Durán Antonia Núñez Savka Gómez Celene Painemal Zoylin Ybarra | Catalina Campos Tayra Hucke Tito Rey Alejandra Moraga Francisco Aleuy | Alexis Vásquez Alondra Bravo Cristopher Herrera y Fabián Salgado Alexia Valech Camilo Peralta |